# Reinhold Eugen Rau
Reinhold Eugen Rau (* 7. Februar 1932 in Friedrichsdorf; † 11. Februar 2006 in Kapstadt) war ein deutscher Tierpräparator und Naturforscher und Initiator eines Projekts zur Neuzüchtung des ausgestorbenen Quagga.
Rau war Präparator am Senckenberg-Museum in Frankfurt am Main, an dem er auch ausgebildet wurde (und anfangs in der paläontologischen Präparation arbeitete), und ab 1959 am South African Museum in Kapstadt, wohin er zog, um Großwild zu präparieren. Er arbeitete dort auch nach seiner Pensionierung weiter.
Rau montierte 1969 ein Quagga-Fohlen im South African Museum und suchte und fand dann weitere Exemplare in europäischen Sammlungen (darunter in Mainz). Am Ende untersuchte er 22 der 23 erhaltenen Museumsexemplare. Das führte zu einer DNA-Analyse der erhaltenen Gewebe- und Hautreste, die ergaben, dass es eine Unterart des Steppenzebras war. Rau schlug daraufhin 1986 vor, das Quagga rückzuzüchten, mit ersten Erfolgen 1988. Das letzte frei lebende Quagga starb 1878 aus, das letzte Zoo-Exemplar (in Amsterdam) 1883.
2000 erhielt er die Molteno-Medaille der Cape Tercentenary Foundation.
Ein fossiles Flughörnchen, das er in den 1950er Jahren in der Wetterau fand, ist nach ihm benannt (Pliopetaurista raui).